# بارال
بارال (بالبرتغالية: Parral‏) هو لاعب كرة قدم برازيلي في مركز الدفاع، ولد في 31 ديسمبر 1979 في ريسيفي في البرازيل. لعب مع بورتوغيزا سانتيستا وسبورت ريسيفي وفورتونا كولن ونادي إنترناسيونال ونادي بارانا ونادي غواراني ونادي فيتوريا.

## وصلات خارجية
- بارال على موقع قاعدة بيانات كرة القدم.إي يو (الإنجليزية)